# Sola (Franchise)
sola ist ein Franchise verschiedener Medien das auf dem Konzept einer von Naoki Hisaya, eine der Hauptautoren von Kanon, geschriebenen Handlung aufbaut. Das ursprüngliche Design der Charaktere wurde von Naru Nanao entwickelt, die für ihre Arbeit an Werken wie D. C. – Da Capo bekannt wurde.
Die erste Veröffentlichung aus dem Franchise war ein Manga, der seit dem 21. Dezember 2006 im japanischen Magazin Dengeki Daioh erschien. Später folgten weitere Veröffentlichungen wie Hörspiele, Musikauskopplungen und eine Anime-Fernsehserie.

## Handlung
Yorito Morimiya ist ein normaler Oberstufenschüler mit einem ungewöhnlichen Hobby: den Himmel zu beobachten und zu fotografieren. Yoritos Schwester Aono liegt seit mehreren Monaten im Krankenhaus, darum lebt er alleine. Allerdings kümmert sich seine Schulkameradin Mana meistens um ihn, sodass er gut zurechtkommt. Eines Morgens beim Fotografieren begegnet Yorito einem seltsamen Mädchen, das mit einem Getränkeautomaten zu kämpfen hat. Doch als er ihr helfen will, ist sie plötzlich verschwunden. Am Abend desselben Tages findet ein erneutes Treffen statt, und die Fremde stellt sich ihm als Matsuri Shihou vor. Die beiden verstehen sich auf Anhieb wunderbar. Doch wie sich bald herausstellt, ist Matsuri kein Mensch, sondern eine Yaka, unsterbliche Wesen mit außergewöhnlichen Kräften, die sich nur in der Nacht zeigen, weil das Sonnenlicht sie töten würde.
Yoritos Schwester Aono bekommt bald mit, was mit ihrem Bruder plötzlich los ist, und ist furchtbar eifersüchtig auf Matsuri. Zwischen den beiden lebt ein alter Kampf wieder auf. Aber nicht nur Aono ist hinter ihr her, auch ein fremder Mann trachtet Matsuri nach dem Leben. Bald kommt heraus, dass auch Aono eine Yaka ist, mehr noch, dass Matsuri es war, die sie zu diesem gemacht hat. Aono ist sehr mächtig und kämpft mithilfe von Origami-Papier, das sogar Stahl zerfetzen kann. Vor mehreren hundert Jahren trafen die Geschwister Yorito und Aono ein Mädchen, das sich in einer Höhle versteckt hielt, und schlossen Freundschaft mit ihr. Als Yorito bei einem Erdrutsch getötet wurde, beging Aono Selbstmord. Matsuri verwandelte sie in eine Yaka und holte sie so ins Leben zurück. Von da an versuchte Aono mit ihren Yakakräften, aus Papier eine Art Kopie von Yorito zu erschaffen, was ihr schließlich auch gelang. Sobald Yorito alles erfährt, will er nicht mehr leben, weil diese Art von Existenz laut ihm nicht als Leben bezeichnet werden kann, und nicht richtig ist.
Am Ende schenkt Matsuri Aono ihr Leben, um sie wieder zu einem Menschen zu machen. Sie und Yorito lösen sich auf. Damit ist Aono erlöst von dem Yakafluch und kann ein neues Leben anfangen. Nun kann sie wieder unter der Sonne spazieren gehen, was ihr hundert Jahre lang verwehrt geblieben war. Mana, ihre kleine Schwester, die sich im Krankenhaus mit Aono angefreundet hatte, und Aono selbst führen nun Yoritos Hobby weiter, und fotografieren gemeinsam den Himmel.

## Veröffentlichungen

### Manga
Der abgeschlossene Manga sola basiert auf einer von Naoki Hisaya erdachten Handlung, die von Zeichnerin Chako Abeno illustriert wurde. Das Charakterdesign stammt ursprünglich von der Künstlerin Naru Nanao. Nach dem Abschluss von sola plante Chako Abeno eine Manga-Adaption des Computerspiels White Album anzufertigen.
Ein Prolog von sola wurde erstmals seit dem 21. Dezember 2006 innerhalb des Shōnen-Manga-Magazins Dengeki Daiho veröffentlicht, welches von MediaWorks herausgegeben wurde. Im folgenden Monat erschien am 20. Januar 2007 das erste Kapitel. Innerhalb des Magazins wurde der Manga bis zum 21. Februar 2008 abgedruckt. Eine Zusammenfassung der einzelnen Kapitel erschien in zwei Tankōbon-Ausgaben, die am 27. Juli 2007 und am 27. März 2008 erschienen.
Außerhalb Japans wurde der Manga durch Broccoli Books für den US-amerikanischen Markt lizenziert. Die erste Ausgabe wurde am 18. Juni 2008 veröffentlicht. Eine zweite Ausgabe erschien nicht mehr, da der amerikanische Ableger von Broccoli aufgegeben wurde.

### Hörspiele
Eine kürzere Hörspiel-CD wurde auf dem Comiket 71 am 31. Dezember 2006 angeboten. Die Handlung gab einen Prolog für die Serie wieder und konzentrierte sich hauptsächlich darauf die Persönlichkeiten der Charaktere zu beschreiben. Im Anschluss an das Hörspiel folgte der Titel Binkan na Fūkei von Ceui, der auch im Anime innerhalb der ersten Folge angespielt wurde. Ein weiteres Hörspiel wurde am 22. August 2007 durch Lantis veröffentlicht. Es hatte einen größeren Umfang und basierte auf der Anime-Fernsehserie.
Ein drittes Hörspiel basierte auf der Handlung des Mangas und wurde von Marine Entertainment am 30. Mai 2008 veröffentlicht. Es entstand unter der Aufsicht der Autorin Naoki Hisaya. Gesprochen wurde das Hörspiel von denselben Seiyū wie im Anime.

### Anime
sola ist ein Anime aus dem Jahr 2007 der unter der Regie von Tomoki Kobayashi im Animationsstudio Nomad entstand. Vom 7. April bis zum 30. Juni 2007 wurde Sola auf dem japanischen Sender TV Aichi ausgestrahlt. Außerdem wurde die Serie auf fünf DVDs mit je drei Folgen veröffentlicht. Zwei zusätzliche Folgen waren nur auf DVD erhältlich und wurden nie ausgestrahlt.

#### Synchronisation
| Rolle           | japanischer Sprecher (Seiyū) |
| --------------- | ---------------------------- |
| Yorito Morimiya | Nobuhiko Okamoto             |
| Matsuri Shihō   | Mamiko Noto                  |
| Aono Morimiya   | Mai Nakahara                 |
| Mana Ishizuki   | Yōko Honda                   |
| Koyori Ishizuki | Ai Shimizu                   |
| Takeshi Tsujidō | Keiji Fujiwara               |
| Mayuko Kamikawa | Tomoko Kaneda                |
| Sae Sakura      | Ami Koshimizu                |

#### Musik
Im Vorspann des Animes wurde der Titel Colorless Wind (LACMｰ4359), gesungen von Aira Yūki, in einer gekürzten Fassung gespielt und wurde auf der gleichnamigen Single am 24. April 2007 von Lantis veröffentlicht. Mit Ausnahme der ersten Folge wurde er in allen Folgen für den Vorspann verwendet. Der Abspann wurde mit dem Titel Mellow Melody (LACMｰ4372) von Ceui unterlegt, der in den ersten 12 Folgen gespielt wurde und ebenfalls als Single erschien. Ab dem 23. Mai 2007 war die auch von Lantis veröffentlichte Single zu erwerben. Neben Mellow Melody enthielt die Single auch den Titel Binkan na Fūkei (敏感な風景), oft auch als Sensitive Scenery benannt, der sowohl im Hörspiel als auch im Anime zwischendurch eingespielt wurde. In der letzten Folge wurde der Titel Miageru Ano Sora de, interpretiert von der Sängerin des Vorspanns, Aira Yūki, im Abspann verwendet.
Neben den Singles erschienen auch zwei Alben. Der Original Soundtrack sola (LACAｰ5644) wurde am 27. Juni 2007 veröffentlicht. Ihm folgte am 8. August 2007 das Charakter-Album Oratorio (LACA-5644).
Singles
- Colorless Wind (LACMｰ4359, Lantis, 24. April 2007)
- Mellow Melody (LACMｰ4372, Lantis, 23. Mai 2007)

Alben
- sola (LACAｰ5644, Lantis, 27. Juni 2007)
- Oratorio (LACA-5644, Lantis, 8. August 2007)